# ハリー・アレン

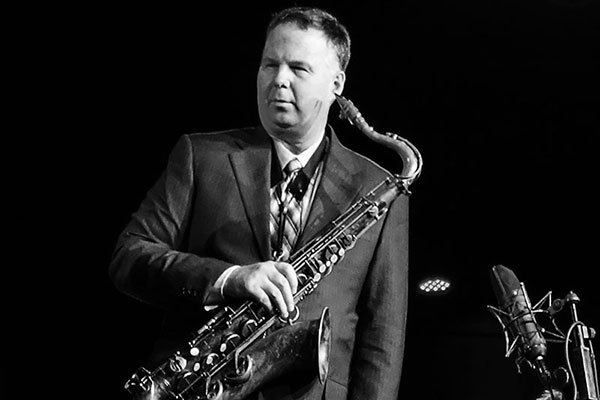
ハリー・アレン（2015年）

ハリー・アレン（Harry Allen、1966年10月12日 - ）は、ワシントンD.C.で生まれたアメリカのジャズ・テナー・サクソフォーン奏者。スコット・ハミルトンのような伝統主義者である。彼は、ジョン・コリアンニ、ドリ・カイミ、キース・インガム、ジョン・ピザレリ、バッキー・ピザレリ、ニッキ・パロットとの仕事で最もよく知られている。

## 生い立ちとキャリア
アレンの父モーリスはビッグバンドのドラマーだった。子供の頃、父は息子のためにレコードを聴かせていた。これらには、テナー・サックス奏者ポール・ゴンザルヴェスの録音が含まれており、これが永遠に続くほど大きな印象を与えてくれた。
高校時代、テナー奏者のコールマン・ホーキンス、ベン・ウェブスター、フリップ・フィリップスのスタイルで「Body and Soul」などの曲を演奏できる並外れた才能を持っていた。高校在学中には、スコット・ハミルトンのレコードからも影響を受けた。
アレンは、1988年にラトガース大学を卒業した。
アレンは、2008年にC・マイケル・ベイリーによって「テナー・サックス界の「フランク・シナトラ」：スタンダードの先生」と評された。スコット・ハミルトンとアレンは、2004年、アルバム『ヘヴィ・ジュース』についてイギリスの評論家デイヴ・ゲリーによるレビューで「今日生きているスウィング・テナーの最高の代表者」の1人であると見なされた。

## ディスコグラフィ

### リーダー・アルバム
- 『ハウ・ロング・ハズ・ディス・ビーン・ゴーイング・オン?』 - How Long Has This Been Going On? (1989年、Progressive)
- Someone To Light Up My Life (1991年、Master Mix)
- I Know That You Know (1992年、Master Mix)
- The King (1994年、Nagel Heyer)
- I'll Never Be the Same (1994年、Master Mix)
- Blue Skies: Jazz Ballads from the 1930s to Today (1994年、John Marks)
- 『クインテット VOL.1』 - My Little Brown Book - A Celebration Of Billy Strayhorn's Music Volume One (1994年、Progressive) ※with キース・インガム
- 『クインテット VOL.2』 - The Intimacy of The Blues - A Celebration Of Billy Strayhorn's Music Volume Two (1994年、Progressive) ※with キース・インガム
- Are You Having Any Fun? - A Celebration of The Music of Sammy Fain (1994年、Audiophile) ※with キース・インガム
- A Night at Birdland Volume 1 (1994年、Nagel Heyer)
- A Night at Birdland Volume 2 (1995年、Nagel Heyer)
- 『ディア・オールド・ストックホルム』 - Harry Allen Meets John Pizzarelli Trio (1996年、BMG) ※with ジョン・ピザレリ
- 『テナーズ・エニワン』 - Tenors Anyone? (1997年、BMG) ※1996年録音
- Live At Renouf's (1996年、Mastermix)
- 『ヒアーズ・トゥ・ズート』 - Here's to Zoot (1997年、BMG)
- The Music of the Trumpet Kings (1997年、Nagel-Heyer) ※with ランディ・サンドゥク
- 『ア・リトル・タッチ・オブ・ハリー』 - A Little Touch Of Harry (1997年、Mastermix)
- 『アイ・ウォーント・ダンス』 - Eu Nao Quero Dancar (I Won't Dance) (1998年、RCA Victor/BMG/Novus)
- 『デイ・ドリーム』 - Day Dream (1998年、BMG)
- 『ワンス・アポン・ア・サマータイム』 - Once Upon A Summertime (1999年、BMG/Novus)
- 『プレイズ・エリントン・ソングス』 - Harry Allen Plays Ellington Songs (2000年、RCA Victor) ※1999年録音 with ビル・チャーラップ・トリオ
- 『クリスマス・イン・スイングタイム』 - Christmas in Swingtime (2000年、BMG)
- 『夢見る頃を過ぎても』 - When I Grow Too Old To Dream (2000年、BMG)
- 『ドリーマー』 - Dreamer (2001年、BMG)
- 『コール・ポーター・ソングブック』 - Cole Porter Songbook (2001年、BMG)
- 『アイ・ラヴ・マンシーニ』 - I Love Mancini (2002年、BMG)
- 『アイ・キャン・シー・フォーエヴァー』 - I Can See Forever (2002年、BMG)
- Allan And Allen (2002年、Nagel Heyer) ※with アラン・ヴァシェ
- The Harry Allen Quartet (2003年)
- 『サマー・サンバ』 - If Ever You Were Mine (2003年、BMG)
- 『ジャスト・ユー、ジャスト・ミー』 - Just You, Just Me (2003年、BMG/Novus)
- 『プレイズ・ザ・ヒッツ・オブ・ステージ&スクーリン』 - Plays The Hits of Stage & Screen (2004年、BMG) ※with ジョン・ピザレリ・トリオ
- 『テナーズ・エニワン』 - Tenors Anyone? (2004年、Slider Music)
- 『ヘヴィ・ジュース』 - Heavy Juice (2004年、Concord) ※with スコット・ハミルトン
- 『ラヴリー・デイ』 - Isn't This a Lovely Day (2004年、BMG) ※with ハンク・ジョーンズ・トリオ
- Hey, Look Me Over (2004年、Arbors) ※with ジョー・コーン
- 『ジス・イズ…』 - This is... (2004年、Swingbros) ※with ジョー・コーン
- Jazz for the Soul (2005年、McMahon Jazz Medicine)
- 『スイング・ブラザーズ』 - Swing Brothers (2005年、Swingbros) ※with スコット・ハミルトン
- 『ダウン・フォー・ザ・カウント』 - Down For The Count (2007年、Swingbros)
- Barnestorming (2007年、Woodville) ※2006年録音 with アラン・バーンズ
- 『リカード・ボサノヴァ』 - Recado Bossa Nova (2006年、Swingbros)
- 『ソウル・オブ・マイ・ライフ』 - Soul of My Life (2006年、Swingbros) ※with モンティ・アレキサンダー
- 『ハリー・アレン・ミーツ・トリオ・ダ・パズ』 - Harry Allen Meets Trio Da Paz (2007年、Swingbros)
- Hits By Brits (2007年、Challenge)
- Perform Music from Guys and Dolls (2007年、Arbors) ※with ジョー・コーン
- Stompin' The Blues (2008年、Arbors) ※with ジョー・コーン
- 『ボサノヴァに乾杯!』 - Viva! Bossa Nova (2008年、BMG)
- Stompin' the Blues (2008年、Arbors)
- New York State of Mind (2009年、Challenge)
- Emma's Groove (2009年、Aphrodite) ※with セドリック・カイヤール・トリオ
- 『フォー・ザ・キング・オブ・スイング』 - For The King Of Swing (2009年、Swingbros)
- Plays Music From South Pacific (2009年、Arbors) ※with ジョー・コーン
- 『四月の想い出』 - I'll Remember April (2010年、Swingbros)
- 『007ソングス』 - 007 Songs (2010年、Swingbros)
- 『パリの空の下』 - When Larry Met Harry (2010年、Cafe Society) ※with ラリー・ゴールディングス
- The Harry Allen Quintet Plays Music from The Sound of Music (2011年、Arbors)
- Live at Feinstein's at Loews Regency (2011年、Arbors) ※ライブ with レベッカ・キルゴア
- Conversations - The Johnny Burke Songbook (2011年、Gac) ※with ロッサーノ・スポーティエロ
- Rhythm On The River (2011年、Challenge)
- 『ブルース・フォー・プレス・アンド・テディ』 - Blues for Pres and Teddy (2011年、Swingbros) ※featuring ビル・チャーラップ
- 'Round Midnight (2012年、Challenge) ※with スコット・ハミルトン
- 『お熱いのがお好き〜マリリン・モンローを歌う』 - Some Like It Hot: The Music Of Marilyn Monroe (2012年、Swingbros) ※with レベッカ・キルゴア
- 『ブルー・ボッサ』 - Blue Bossa (2013年、Swingbros)
- I Walk with Music: The Hoagy Carmichael Songbook (2013年、Gac) ※with ロッサーノ・スポーティエロ、ジョエル・フォーブス
- For George, Cole and Duke (2014年、Blue Heron) ※with エフッド・アシェリー、ニッキ・パロット、チャック・レッド
- Flying Over Rio (2014年、Arbors)
- 『サムシング・アバウト・ジョビン』 - Something about Jobim (2015年、Stunt) ※with ジョイス、トゥッティ・モレーノ
- 『クワイエットリー・ゼア』 - Quietly There (2015年、Stunt) ※with ヤン・ラングレン
- Live! (2016年、Gac) ※with スコット・ハミルトン
- 『懐かしのストックホルム』 - Dear Old Stockholm (2016年、Venus) ※with ウラジミール・シャフラノフ
- The Candy Men (2016年、Arbors) ※2015年録音
- A London Date (2016年、Trio)
- Can You Love Me Once More (2016年、Gac) ※with ジュディ・カーマイケル
- 『フレンチ・ララバイ』 - French Lullaby (2018年、Venus) ※2017年録音
- 『ライク・ザ・ブライテスト・スター』 - Like The Brightest Star (2019年、Venus) ※スリー・テナーズ名義 with ケン・ペプロウスキー、スコット・ハミルトン
- 『マイ・レヴェリー〜バイ・スペシャル・リクエスト』 - My Reverie by Special Request (2022年、Terashima)
- 『ジャズ・インプレッションズ』 - Jazz Impressions (2022年、Venus) ※with ジョン・ディ・マルティーノ・スペース・ジャズ・オーケストラ